# Liste der Biografien/Weisg
Liste der Biografien |
Portal Biografien |
Personensuche
# |
A |
B |
C |
D |
E |
F |
G |
H |
I |
J |
K |
L |
M |
N |
O |
P |
Q |
R |
S |
T |
U |
V |
W |
X |
Y |
Z |
?
 
Wa |
Wc |
Wd |
We |
Wh |
Wi |
Wj |
Wl |
Wn |
Wo |
Wr |
Ws |
Wt |
Wu |
Ww |
Wy |
Wz
 
Wea |
Web |
Wec |
Wed |
Wee |
Wef |
Weg |
Weh |
Wei |
Wej |
Wek |
Wel |
Wem |
Wen |
Weo |
Wep |
Wer |
Wes |
Wet |
Weu |
Wev |
Wew |
Wex |
Wey |
Wez
 
Weia |
Weib |
Weic |
Weid |
Weie |
Weif |
Weig |
Weih |
Weij |
Weik |
Weil |
Weim |
Wein |
Weip |
Weir |
Weis |
Weit |
Weix |
Weiz
 
Weisb |
Weisc |
Weisd |
Weise |
Weisf |
Weisg |
Weish |
Weisi |
Weisk |
Weisl |
Weism |
Weisn |
Weisp |
Weisr |
Weiss |
Weist |
Weisw |
Weisz
Die Liste der Biografien führt alle Personen auf, die in der deutschsprachigen Wikipedia einen Artikel haben. Dieses ist eine Teilliste mit 21 Einträgen von Personen, deren Namen mit den Buchstaben „Weisg“ beginnt.

## Weisg

### Weisga
- Weisgal, Meyer Wolf (1894–1977), US-amerikanischer Journalist polnischer Herkunft, Zionist
- Weisgall, Hugo (1912–1997), US-amerikanischer Komponist und Dirigent
- Weisgan, Asher (1966–2006), israelischer Attentäter
- Weisgärber, K. F. E. (* 1927), deutscher Illustrator, Karikaturist und Zeichner

### Weisge
- Weisgerber, Albert (1878–1915), deutscher Maler und Grafiker
- Weisgerber, Albert (1910–1996), deutscher Schriftenmaler, Neffe des Malers Albert Weisgerber und ein St
- Weisgerber, Anja (* 1976), deutsche Politikerin (CSU), MdEP, MdB
- Weisgerber, Antje (1922–2004), deutsche Schauspielerin
- Weisgerber, Bernhard (1929–2013), deutscher Germanist, Sprachwissenschaftler und Sprachdidaktiker
- Weisgerber, Carl (1891–1968), deutscher Landschafts- und Tiermaler
- Weisgerber, Dick (1913–1984), US-amerikanischer American-Football-Spieler
- Weisgerber, Eleonore (* 1947), deutsche Schauspielerin und ChansonsängerinEleonore Weisgerber (* 1947)

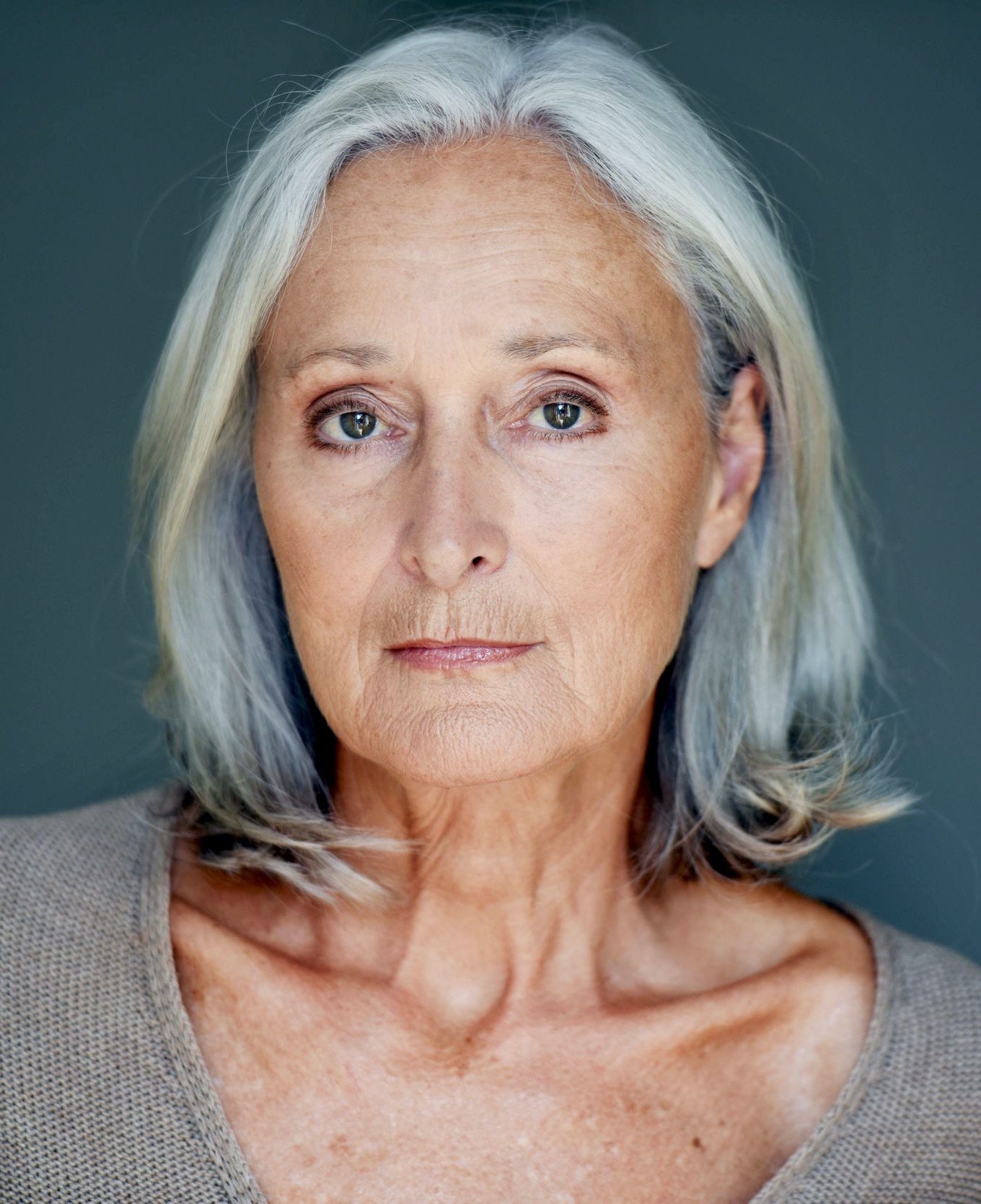
Eleonore Weisgerber (* 1947)

- Weisgerber, Gerd (1938–2010), deutscher Montanarchäologe
- Weisgerber, James (* 1938), kanadischer Geistlicher, emeritierter Erzbischof von Winnipeg
- Weisgerber, Jean-Pierre (1905–1994), luxemburgischer Fußballspieler
- Weisgerber, Johann Heinrich (1798–1868), deutscher Erweckungsprediger
- Weisgerber, Joseph (* 1893), deutscher Jurist
- Weisgerber, Leo (1899–1985), deutscher Sprachwissenschaftler und Keltologe
- Weisgerber, Leonhard (1903–1989), deutscher Forstmeister
- Weisgerber, Thomas (1929–2018), deutscher Schauspieler

### Weisgr
- Weisgram, Wolfgang (1957–2024), österreichischer Journalist und freier Autor